# Ракшинский район
Ракшинский район — административно-территориальная единица в составе Центрально-Чернозёмной, Воронежской и Тамбовской областей, существовавшая в 1928—1963 годах. Центр — село Ракша.
Ракшинский район был образован в 1928 году в составе Тамбовского округа Центрально-Чернозёмной области. 30 июля 1930 года в связи с ликвидацией окружной системы в СССР Ракшинский район перешёл в прямое подчинение Центрально-Чернозёмной области.
1 февраля 1933 года к Ракшинскому району была присоединена часть территории упразднённого Алгасовского района.
13 июня 1934 года Ракшинский район был включён в состав Воронежской области.
27 сентября 1937 года Ракшинский район был включён в состав Тамбовской области.
По данным 1945 года Ракшинский район делился на 11 сельсоветов: Александровский, Алексеевский, Больше-Куликовский, Быковский, Веселовский, Глазковский, Екатериновский, Мало-Куликовский, Островский, Парско-Угловский, Ракшинский.
11 марта 1959 года к Ракшинскому району был присоединён Алгасовский район.
Согласно Указу Президиума Верховного Совета РСФСР от 1 февр. 1963 г. Ракшинский район был упразднён, а его территория передана в Моршанский район.